# Aneta Sablik
Aneta Sablik (ur. 12 stycznia 1989 w Bielsku-Białej) – polska piosenkarka.

## Życiorys
Urodziła się i dorastała w Bielsku-Białej. Ma młodszego brata, Mateusza. Studiowała na wydziale dziennikarstwa i kulturoznawstwa na Wyższej Szkole Administracji w Bielsku-Białej.

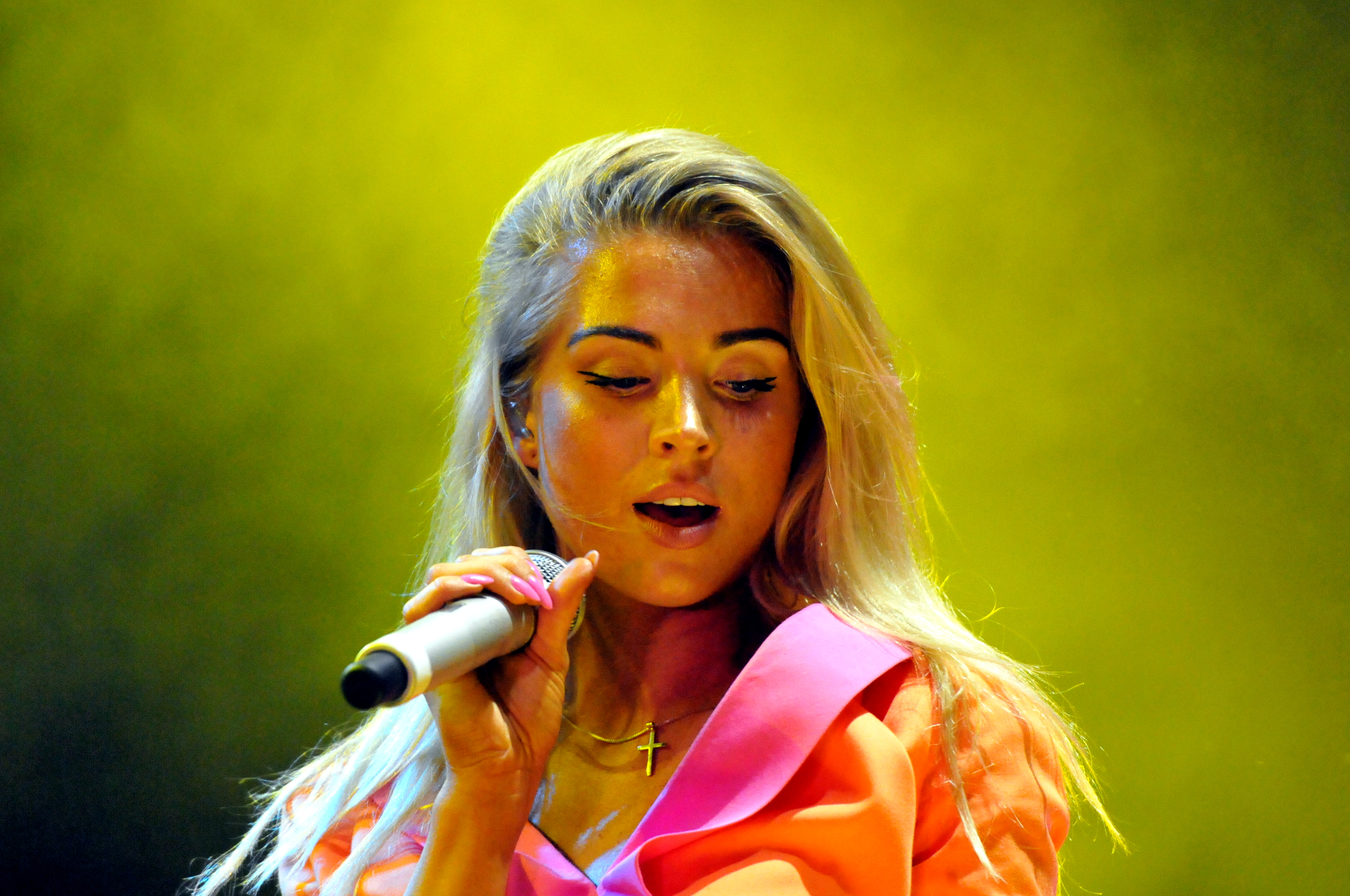
Sablik podczas koncertu w Wiedniu (2014)

W 2012 wyjechała do Niemiec, gdzie rozpoczęła współpracę z niemieckim muzykiem Kevinem Zuberem, którego poślubiła 12 stycznia 2017. W 2013 zgłosiła się do udziału w 11. edycji programu typu talent show Deutschland sucht den Superstar. Przeszła rundę castingową, podczas której producenci programu złamali dla niej regulamin, bowiem zgodnie z regulaminem startować mogły wyłącznie osoby znające język niemiecki, którego to Sablik wówczas nie znała. 3 maja 2014 zwyciężyła w finale programu, a w nagrodę otrzymała m.in. kontrakt płytowy z wytwórnią Universal Music, pod której szyldem wydała swój debiutancki singiel „The One”. Z utworem trafiła na pierwsze miejsce na oficjalnych listach sprzedaży w Niemczech, Austrii i Szwajcarii, a za jego sprzedaż w nakładzie przekraczającym 200 tys. kopii w Niemczech uzyskała certyfikat złotej płyty. Piosenką promowała swój debiutancki album o tym samym tytule, który wydała 23 maja 2015 i z którym dotarła na kilka list sprzedaży: na 11. miejsce w Niemczech, 14. miejsce w Austrii oraz 25. miejsce w Szwajcarii.
W 2017 z utworem „Ulalala” zajęła dziewiąte miejsce w finale polskich eliminacji do 62. Konkursu Piosenki Eurowizji.

## Dyskografia

### Albumy studyjne
| Rok  | Dane dot. albumu                                                                                | Najwyższe pozycje na listach | Najwyższe pozycje na listach | Najwyższe pozycje na listach |
| Rok  | Dane dot. albumu                                                                                | AUT                          | GER                          | SWI                          |
| ---- | ----------------------------------------------------------------------------------------------- | ---------------------------- | ---------------------------- | ---------------------------- |
| 2014 | The One - Wydany: 23 maja 2014 - Wytwórnia: Universal Music - Format: CD, DVD, digital download | 14                           | 11                           | 25                           |

### Single
Jako główna artystka
| Rok                                                      | Tytuł                                                                              | Najwyższe pozycje na listach | Najwyższe pozycje na listach | Najwyższe pozycje na listach | Najwyższe pozycje na listach | Najwyższe pozycje na listach | Certyfikat         | Sprzedaż        | Album   |
| Rok                                                      | Tytuł                                                                              | AUT                          | ISL                          | LUX                          | GER                          | SWI                          | Certyfikat         | Sprzedaż        | Album   |
| -------------------------------------------------------- | ---------------------------------------------------------------------------------- | ---------------------------- | ---------------------------- | ---------------------------- | ---------------------------- | ---------------------------- | ------------------ | --------------- | ------- |
| 2014                                                     | „The One”                                                                          | 1                            | 12                           | 1                            | 1                            | 1                            | - GER: złota płyta | - GER: 200 000+ | The One |
| 2014                                                     | „We Could Be Lions”                                                                | –                            | –                            | –                            | –                            | –                            | brak               | brak danych     | The One |
| 2015                                                     | „Popcorn Party” (gościnnie: MC Popcorn)                                            | –                            | –                            | –                            | –                            | –                            | brak               | brak danych     | –       |
| 2017                                                     | „Ulalala”                                                                          | –                            | –                            | –                            | –                            | –                            | brak               | brak danych     | –       |
| 2017                                                     | „Christmas Fever” (oraz Carmen Geiss, gościnnie: Bars and Melody i Johnny Orlando) | –                            | –                            | –                            | –                            | –                            | brak               | brak danych     | –       |
| 2018                                                     | „Er gehört uns beiden nicht mehr” (oraz Carmen Geiss)                              | –                            | –                            | –                            | –                            | –                            | brak               | brak danych     | –       |
| 2018                                                     | „Glück”                                                                            | –                            | –                            | –                            | –                            | –                            | brak               | brak danych     | –       |
| 2018                                                     | „Ja to Ja (So wie ich bin)”                                                        | –                            | –                            | –                            | –                            | –                            | brak               | brak danych     | –       |
| 2018                                                     | „Zeit mit dir”                                                                     | –                            | –                            | –                            | –                            | –                            | brak               | brak danych     | –       |
| 2018                                                     | „Santa Claus is Coming to Town / Silent Night, Holy Night (Christmas Medley)”      | –                            | –                            | –                            | –                            | –                            | brak               | brak danych     | –       |
| 2020                                                     | „So muss Sommer sein”                                                              | –                            | –                            | –                            | –                            | –                            | brak               | brak danych     | –       |
| 2020                                                     | „Nur mit dir”                                                                      | –                            | –                            | –                            | –                            | –                            | brak               | brak danych     | –       |
| 2021                                                     | „Sag mir”                                                                          | –                            | –                            | –                            | –                            | –                            | brak               | brak danych     | –       |
| „–” oznacza, że singel nie był notowany na danej liście. |                                                                                    |                              |                              |                              |                              |                              |                    |                 |         |

Jako artystka gościnna
| Rok                                                      | Tytuł                                          | Album |
| -------------------------------------------------------- | ---------------------------------------------- | ----- |
| 2016                                                     | „Perfect Love” (Kevin David, gościnnie: Aneta) | –     |
| „–” oznacza, że singel nie był notowany na danej liście. |                                                |       |